# او همه‌چیزتمام است
او همه‌چیزتمام است (به انگلیسی: She's All That) فیلمی است محصول سال ۱۹۹۹ و به کارگردانی رابرت ایسکو است. در این فیلم بازیگرانی همچون فردی پرینز، ریچل لی کوک، پل واکر، متیو لیلارد، جودی لین اویکیف، کوین پولاک، آشر، لیل کیم، آنا پاکوین، کیرن کالکین، الدن هنسون، سارا میشل گلر، گابریله یونیون، دولی هیل و تامارا ملو ایفای نقش کرده‌اند.

## خلاصه داستان
تیلور وان (جودی لین اویکیف) که زیباترین دختر مدرسه است دوستی خود با زک سیلر را برهم می‌زند. پس از این اتفاق زک سیلر (فردی پرینز) با دوستش دین سمپسون (پل واکر) شرط می‌بندد که با هر دختری دوست شود می‌تواند او را به ملکه مدرسه تبدیل کند آن‌ها در حالی که نام دختران دبیرستان را مرور می‌کنند به لنی باگز (راشل لی کوک) که منزوی‌ترین و بی‌عرضه‌ترین دختر به نظر می‌رسد برخورد می‌کنند و دین به زک می‌گوید اگر راست می‌گی باید لنی باگز را به دختر شایسته مدرسه تبدیل کنی زک قبول می‌کند.
زَک به لنی نزدیک می‌شود و با او دوست می‌شود پس از مدتی زک می‌فهمد لنی آن طور که بقیه فکر می‌کنند نیست و توانایی‌های زیادی دارد در نهایت لنی در رقابت با تیلور دوم می‌شود ولی این چیزها برای زَک مهم نیست و او تصمیم می‌گیرد دوستی خود را با لنی ادامه دهد زک که شرط را باخته در مراسم فارغ‌التحصیلی برهنه ظاهر می‌شود.